# Thierry Bianquis
Thierry Bianquis (Brummana, Líbano; 3 de agosto de 1935 - Lyon, Francia; 2 de septiembre de 2014) fue un orientalista, arabista y académico francés. Se especializó en el estudio del Medio Oriente islámico medieval, particularmente del califato fatimí. Su principal interés fue el Medio Oriente islámico medieval, más notablemente la era fatimí de Egipto y Siria, que fue el tema de su tesis.
Nacido en Brummana, Líbano, en 1935, pasó su infancia en el país antes de venir a Francia para realizar sus estudios superiores. Fue residente del Instituto Francés del Próximo Oriente en Damasco entre 1967 y 1975, y sirvió como su director entre 1975 y 1981, así como miembro del Instituto Francés de Arqueología Oriental en El Cairo entre 1971 y 1975. En 1991, fue elegido profesor de Historia y Civilización Islámica en la Universidad Lumière Lyon II. Además de sus voluminosas publicaciones, trabajó como editor de la segunda edición de la Enciclopedia del Islam y fue uno de los principales autores de The Cambridge history of Egypt: Islamic Egypt (641-1517).